# HD68419
HD68419 — хімічно пекулярна зоря спектрального класу
A2 й має видиму зоряну величину в смузі V приблизно  8,2.

## Пекулярний хімічний склад
Зоряна атмосфера HD68419 має підвищений вміст 
Cr
.